# 93 Minerva
För andra betydelser, se Minerva (olika betydelser).
93 Minerva eller 1949 QN2 är en stor asteroid upptäckt 24 augusti 1867 av den kanadensisk-amerikanske astronomen J. C. Watson i Ann Arbor. Asteroiden har fått sitt namn efter gudinnan Minerva inom romersk mytologi. Den har två naturliga satelliter.
93 Minerva har en mörk yta och består troligtvis av karbonater.
Den tillhör asteroidgruppen Gefion.
En ockultation av en stjärna observerades 22 november 1982 från Frankrike, Spanien och USA. Dessa observationer gav en diameter på 170,8 ± 1,4 km.

## Två naturliga satelliter
Den 16 augusti 2009 upptäckte F. Marchis med flera från Keck-observatoriet att asteroiden har två stycken månar. De bär sedan december 2013 namnen Aegis och Gorgoneion.